# Можещин (гміна)
Гміна Можещин (пол. Gmina Morzeszczyn) — сільська гміна у північній Польщі. Належить до Тчевського повіту Поморського воєводства.
Станом на 31 грудня 2011 у гміні проживало 3782 особи.

## Територія
Згідно з даними за 2007 рік площа гміни становила 91.22 км², у тому числі:
- орні землі: 72.00%
- ліси: 17.00%

Таким чином, площа гміни становить 13.08% площі повіту.

## Населення
Станом на 31 грудня 2011:
| Опис     | Загалом | Загалом | Чоловіки | Чоловіки | Жінки | Жінки |
| -------- | ------- | ------- | -------- | -------- | ----- | ----- |
| одиниця  | осіб    | %       | осіб     | %        | осіб  | %     |
| все      | 3782    | 100     | 1935     | 51.16    | 1847  | 48.84 |
| міське   | 0       | 100     | 0        |          | 0     |       |
| сільське | 3782    | 100     | 1935     | 51.16    | 1847  | 48.84 |

## Сусідні гміни
Гміна Можещин межує з такими гмінами: Бобово, Ґнев, Пельплін, Скурч, Сментово-Ґранічне.